# Таворска светлост
У православној теологији, таворска светлост је светлост која се појавила на планини Тавор приликом Исусовог преображења. Учење о таворској светлости формулисао је Григорије Палама, бранећи мистичну праксу исихазма од оптужби за јерес.
Ова светлост није Божанска суштина, јер је она недокучива и непојмљива; она није анђео, јер носи знамење Господа. Она понекад чини да човек изађе из тела, и не одвајајући га од њега, уздиже тело до несагледивих висина. Понекад, пак, преображава тело, уносећи у њега своју красоту, док на чудесан начин ова светлост која обожује тело не постане видљива и телесним очима. Такав беше велики Арсеније у исихастичкој борби; сличан њему, Стефан, док су га каменовали и Мојсије када је сишао са горе.— Григорије Палама, Тријаде у одбрану исихаста